# Suchy Wierch Batyżowiecki
Suchy Wierch Batyżowiecki (słow. Suchý vrch) – wierzchołek o wysokości 1793 m n.p.m. znajdujący się w przedłużeniu południowo-zachodniej grani Małego Gerlacha (Kotlový štít) w słowackiej części Tatr Wysokich.
Swoim grzbietem oddziela on środkowe partie Doliny Batyżowieckiej (Batizovská dolina) i górne partie doliny Stos (Hromadná dolina). Obecnie jego zboczem prowadzi znakowana czerwono Magistrala Tatrzańska, a dokładnie jej odcinek Batyżowiecki Staw – Wielicki Staw. Niedaleko szczytu, w odległości kilku metrów od Magistrali znajduje się Batyżowiecka Koleba (Batizovské ohnisko), uważana za jedną z najwygodniejszych koleb skalnych w Tatrach.
Wierzchołek Suchego Wierchu Batyżowieckiego jest łatwo dostępny, więc najprawdopodobniej pierwszego na niego wejścia dokonał nieznany myśliwy. Rejon Doliny Batyżowieckiej był popularnym miejscem myśliwskim dla spiskiej ludności, szczególnie dla mieszkańców Stwoły (Štôla). Dawna słowacka nazwa Suchego Wierchu Batyżowieckiego to Na Riglu.

## Szlaki turystyczne
– znakowana czerwono Magistrala Tatrzańska przebiegająca znad Popradzkiego Stawu przez Przełęcz pod Osterwą do Batyżowieckiego Stawu, a stąd dalej na wschód do „Śląskiego Domu” w Dolinie Wielickiej.
- Czas przejścia z Przełęczy pod Osterwą do Batyżowieckiego Stawu: 1:40 h w obie strony
- Czas przejścia znad Batyżowieckiego Stawu do Śląskiego Domu: 1 h w obie strony